# Käppalaställningen

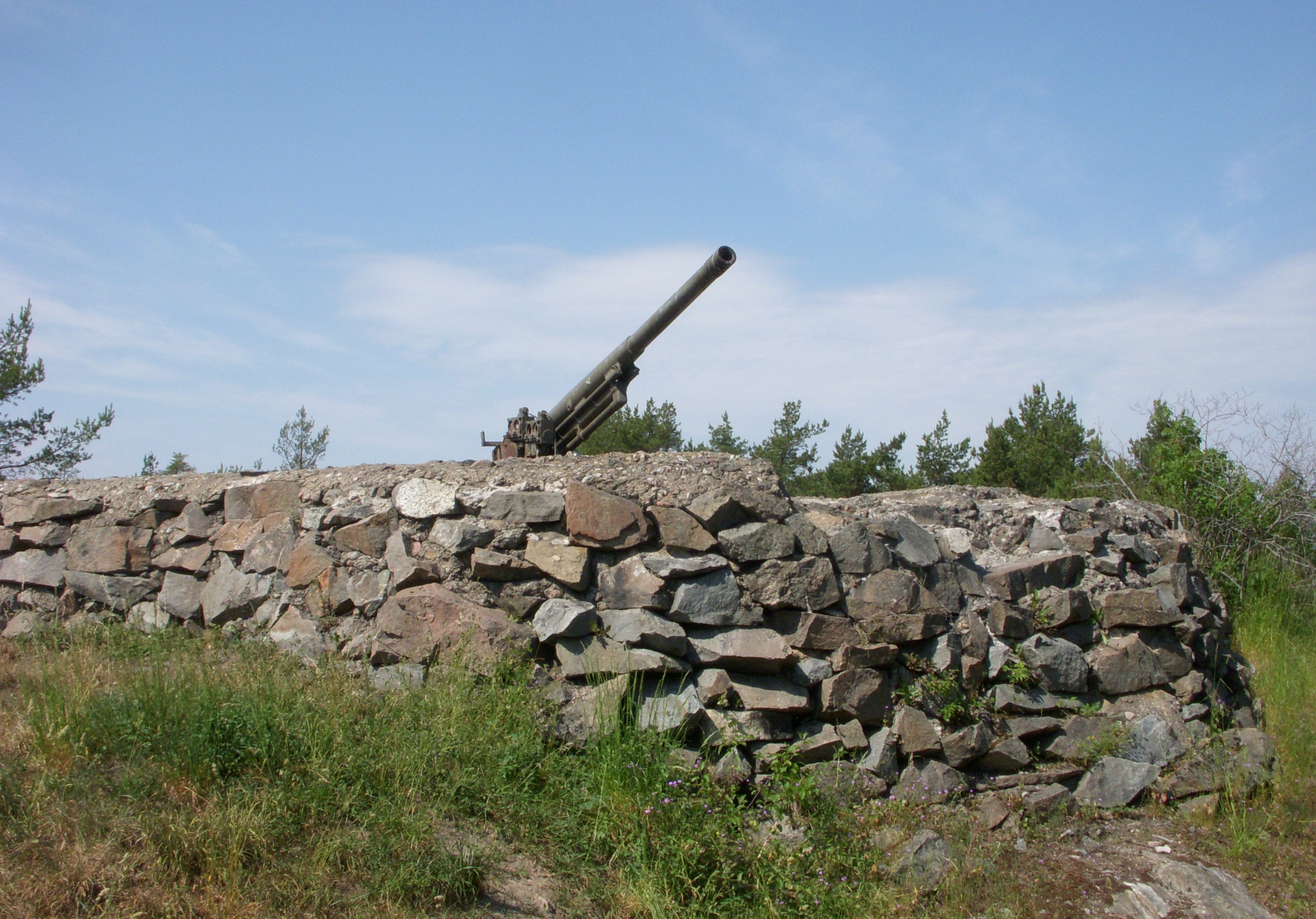
Käppalaställningen med en Bofors 75 mm kanon, 2011.

Käppalaställningen är en luftvärnsställning från andra världskriget, belägen i stadsdelen Käppala på södra Lidingö. Anläggningen består av flera skyttevärn och tre pjäsvärn. Ställningen restaurerades och återinvigdes 1994 som ett k-märkt monument över Stockholms luftförsvar och är därmed unik i Sverige.

## Bakgrund
Runt Stockholm fanns under åren 1939 till 1945 ett femtiotal luftvärnsbatterier med olika bestyckning och dessutom flera platser utrustade med strålkastare och lyssnarapparater. Dessa började anläggas redan innan krigsutbrottet 1939 och kompletterade den inre och yttre H-linjen (huvudförsvarslinjen) kring huvudstaden. De kraftfullaste batterierna var bestyckade med 75 mm luftvärnskanoner, de minsta med 8 mm luftvärnskulsprutor. Ofta var uppgiften att skydda infrastrukturobjekt som broar, farleder och viktiga tekniska installationer.
Stockholms luftvärnsbatterier var inte bemannade dygnet runt från 1939-1945 men vid vissa kritiska perioder var förbanden stridsgrupperade i ställningarna, som i september 1939 (krigsutbrottet av andra världskriget), april 1940 (invasion av Danmark och Norge genom Nazityskland) och sommaren 1941 (Operation Barbarossa, Nazitysklands anfall på Sovjetunionen). I slutet av 1944 skulle Stockholms luftförsvar förstärkas ordentligt med 49 grova pjäser.

## Bilder

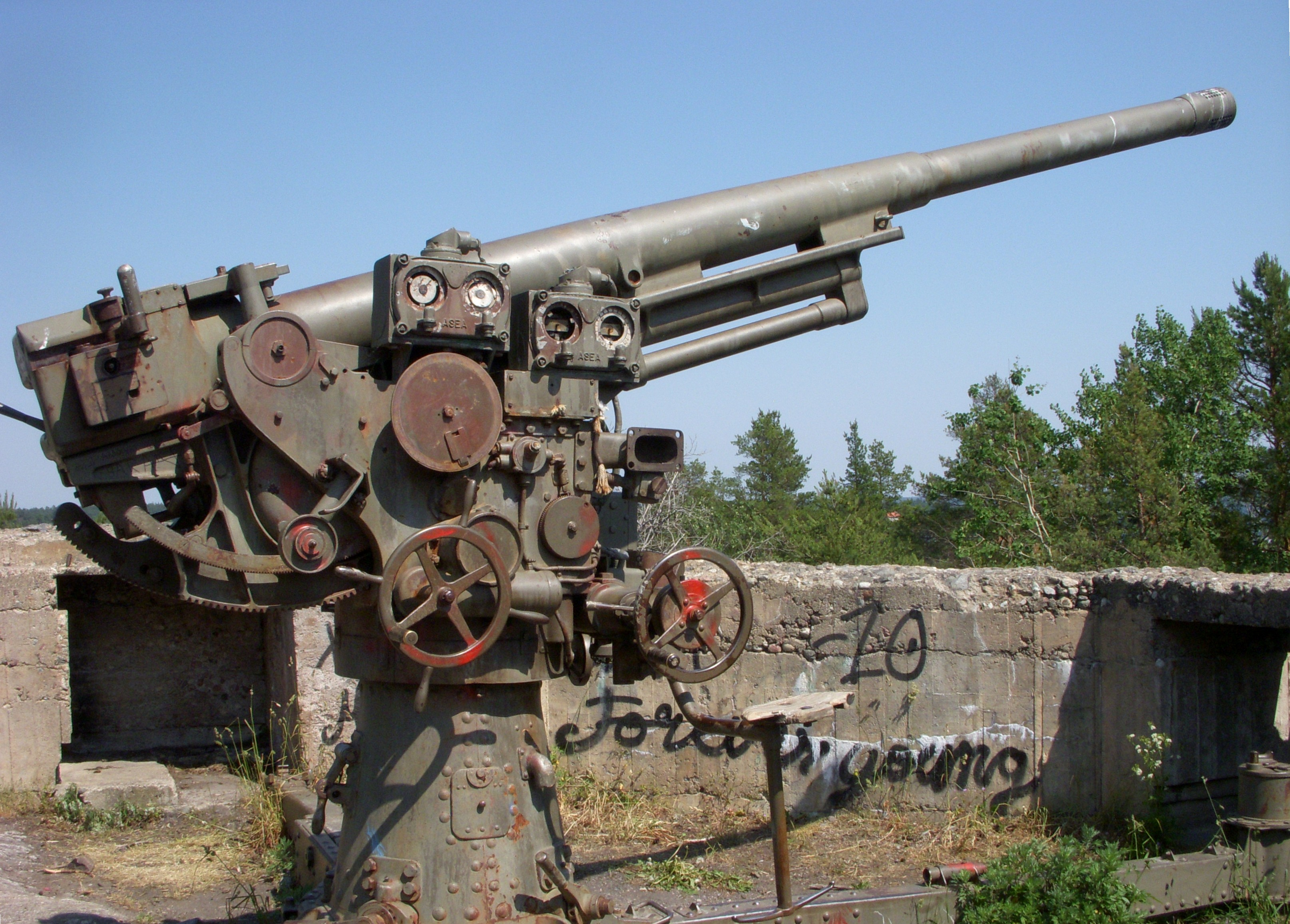
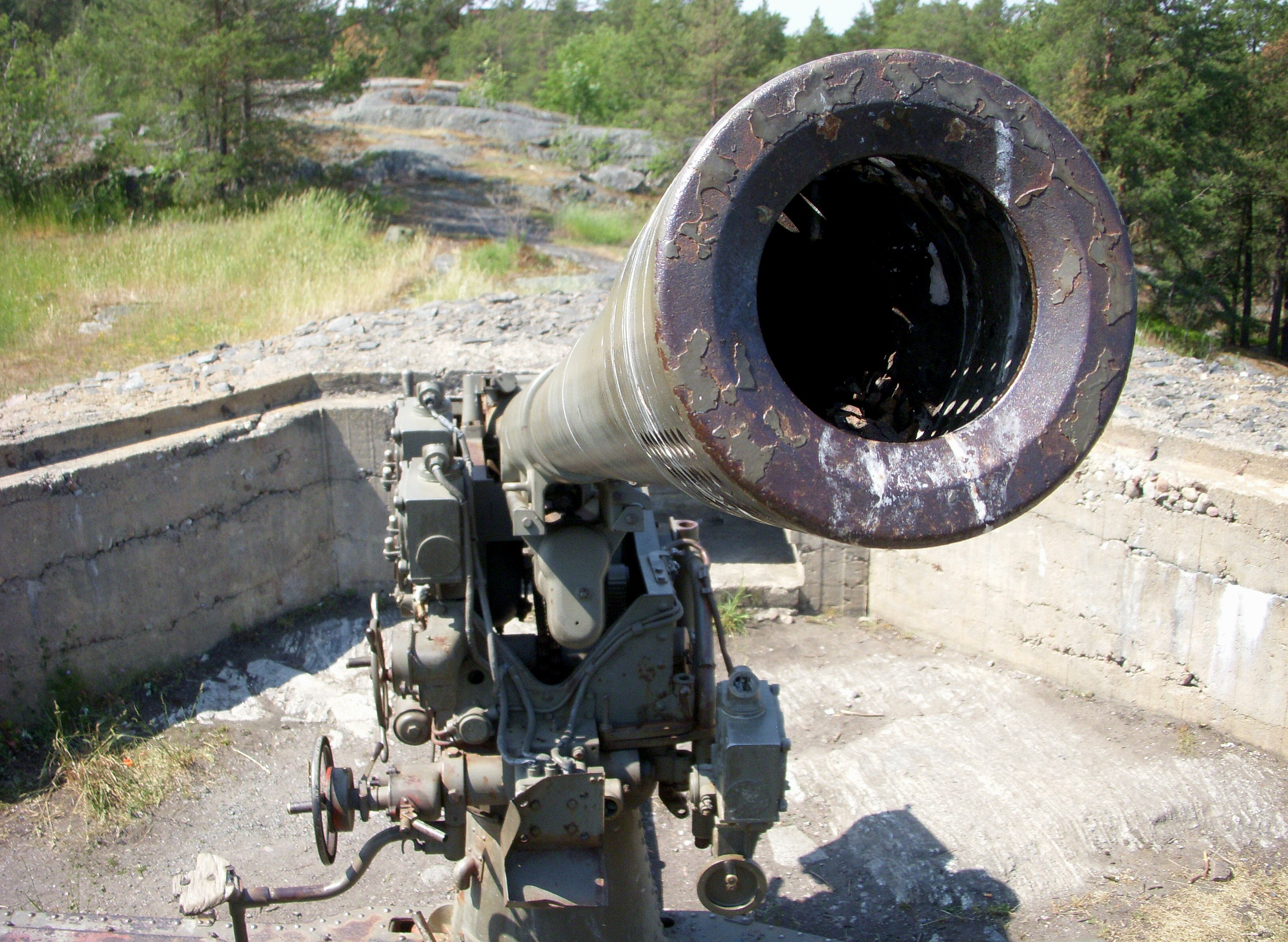
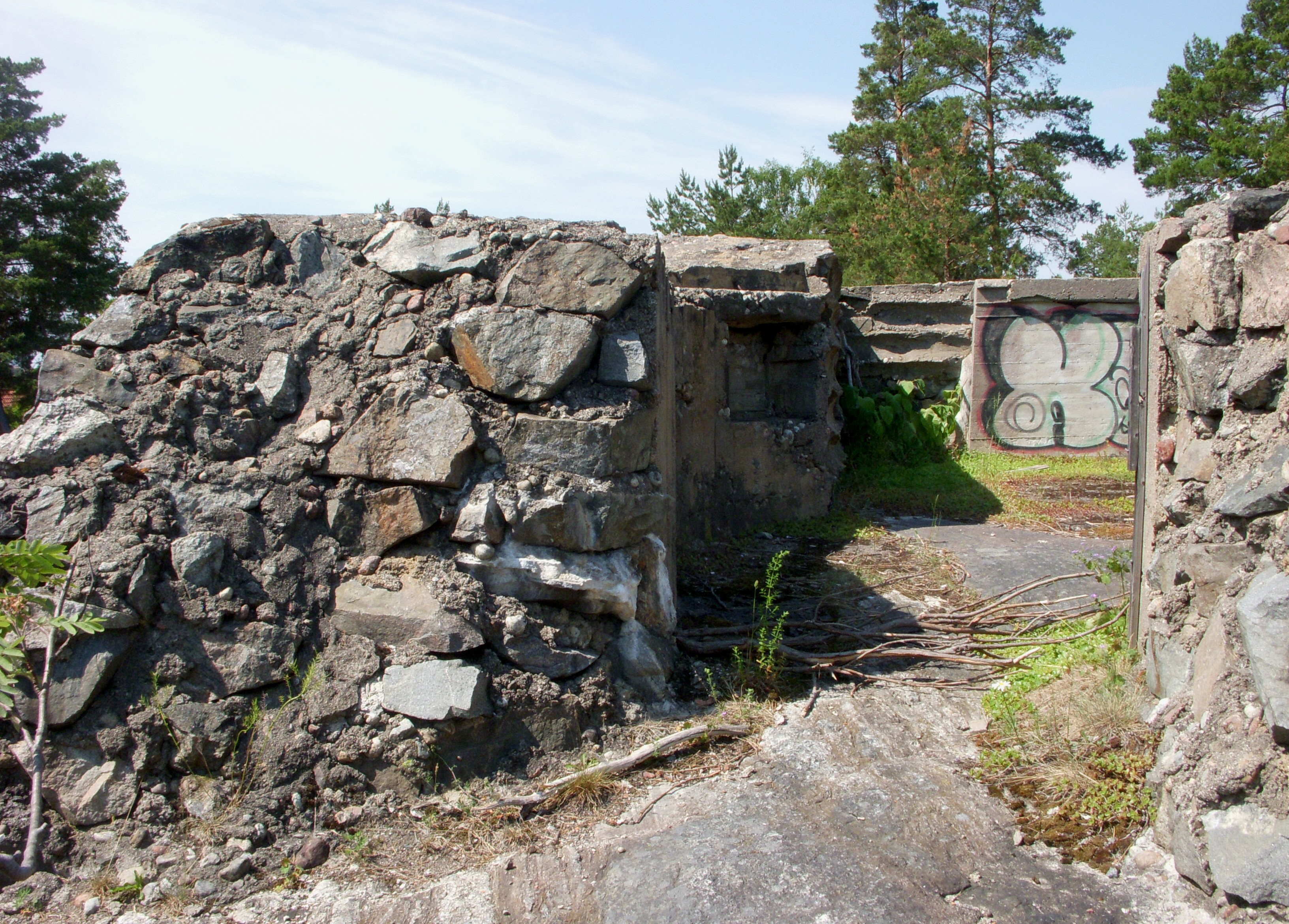
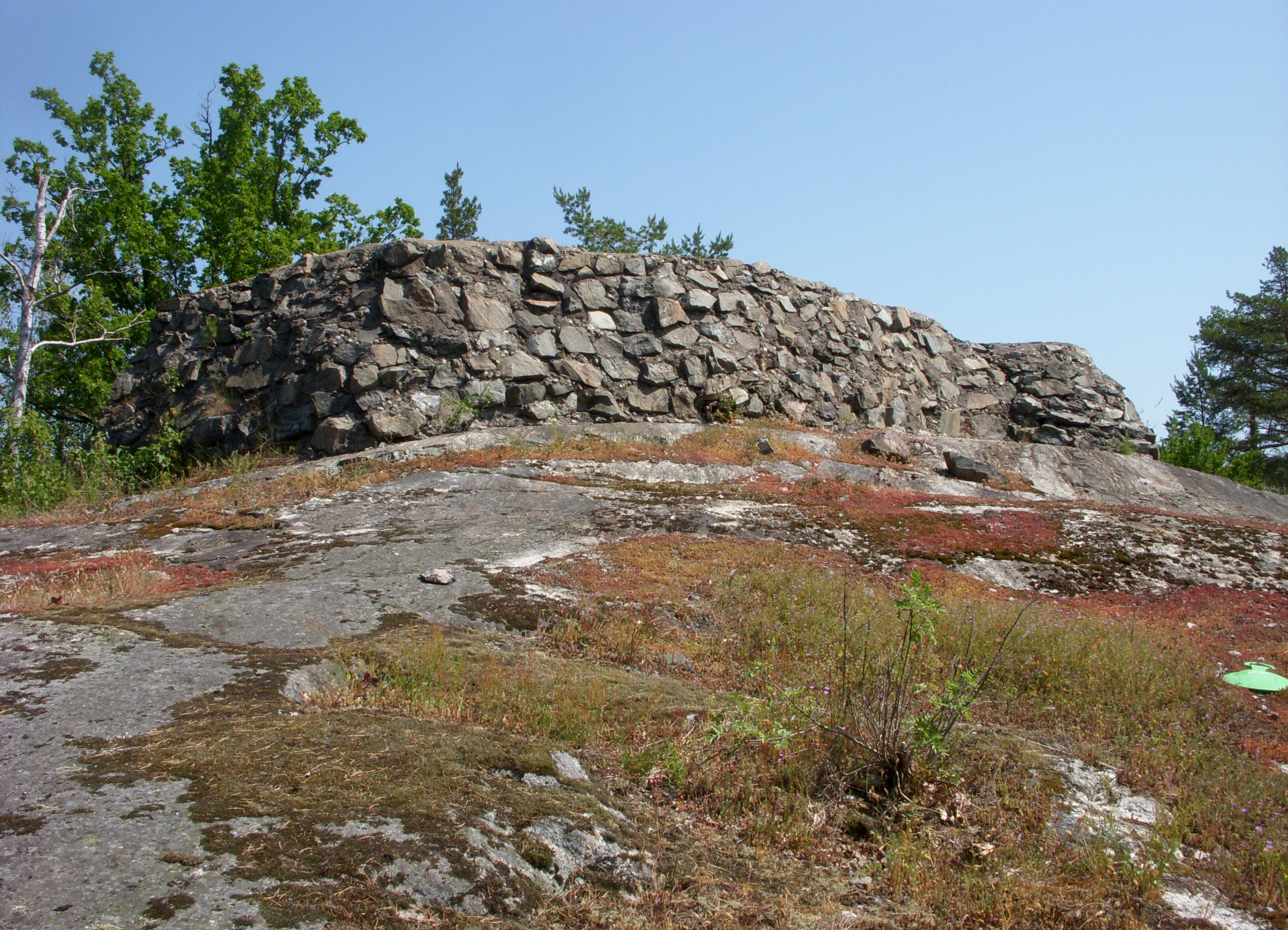

## Käppalaställningen
Anläggningen i Käppala började byggas 1939 och hörde med sina 75 mm luftvärnskanoner till de mest kraftfullt bestyckade batterierna i Stockholmsområdet. Ställningen på Lidingö var strategiskt viktigt som sista utposten mot öst. Den byggdes efterhand ut till en befäst luftvärnsställning och följdes snart av flera liknande batterier runt Stockholm.
I maj 1994 hade anläggningen blivit restaurerad och återinvigd. Bland andra bidrog Stockholms Luftvärnsförening med en donation. Alla värn för såväl pjäser som kulsprutor, strålkastare och eldledning finns intakta, ett skyddsrum är plomberat. Även en luftvärnskanon av typ m/30 (dock med kaliber 75 mm) är uppställd på sin korslavett. Kanonen skänktes av tillverkaren Bofors. Trots en del vandalism i form av klotter och skadegörelse på pjäsen ger Käppalaställningen idag en god bild över hur en svensk luftvärnsställning under andra världskriget kunde se ut. Numera står Käppalaverkets båda skorstenar i skottfältet.